# World Monuments Fund

Der World Monuments Fund (WMF) ist eine private, internationale, gemeinnützige Organisation, die sich der Erhaltung historischer Architektur und kultureller Erbesstätten auf der ganzen Welt widmet, indem sie Feldarbeit, Advocacy, Fördermittelvergabe, Bildung und Schulung durchführt.
Die Gründung erfolgte im Jahr 1965. Der Sitz ist in New York City, und es gibt Büros und Partnerorganisationen auf der ganzen Welt, einschließlich Kambodscha, Frankreich, Peru, Portugal, Spanien und dem Vereinigten Königreich. Zusätzlich zur praktischen Verwaltung identifizieren, entwickeln und verwalten die Partnerorganisationen Projekte, verhandeln lokale Partnerschaften und gewinnen lokale Unterstützung, um die von Spendern bereitgestellten Mittel zu ergänzen.

## World Monuments Watch
Im Jahr 1995 gründeten American Express und der WMF den World Monuments Watch (WMW). Dieser stellt alle zwei Jahre eine Liste der 100 meist gefährdeten Kulturdenkmäler, die List of Most Endangered Monuments, zusammen. Mit Hilfe der Liste wird die internationale Öffentlichkeit auf die bedrohten Denkmäler aufmerksam gemacht, um Spenden und Sponsorengelder für deren Erhaltung einzuwerben. In den letzten zehn Jahren konnten durch diese Spenden Sanierungsarbeiten an 119 gefährdeten Kulturdenkmälern in 59 Ländern finanziert werden. 2006 wurde zum Beispiel die Sanierung der Alten Brücke, eines Wahrzeichens der Heidelberger Altstadt, – als erstes Kulturdenkmal in Deutschland – im Rahmen des World-Monument-Watch-Programms mit 100.000 Dollar (82.500 Euro) unterstützt.